# The Bassmachine
The Bassmachine är den svenske musikern Basshunters album, utgivet 2004.

## Låtlista
1. "The Bassmachine" – 2.22
2. "The Big Show" – 5.36
3. "The True Sound" – 5.25
4. "Train Station" – 5.45
5. "Contact by Bass" – 3.53
6. "Syndrome de Abstenencia" – 6.34
7. "The Warpzone" – 5.34
8. "Bass Worker" – 6.14
9. "Transformation Bass" – 5.03
10. "Fest Folk" – 4.34